# Nicholas Greenberry
Nicholas Greenberry (* 1627 in England; † 17. Dezember 1697 in Annapolis, Maryland) war ein englischer Kolonialgouverneur der Province of Maryland.

## Leben
Im Jahr 1674 kam Nicholas Greenberry als freier Mann mit seiner Frau und zwei Kindern in die englische Kolonie Maryland. Über sein Leben vor diesem Zeitpunkt gibt es in den Quellen keine Angaben. Die Familie ließ sich im Anne Arundel County nieder, wo Nicholas als Pflanzer und Händler arbeitete. In Maryland gab es damals einen religiösen Konflikt zwischen Katholiken und Protestanten. Die Kolonie war einst von der Familie Calvert (Lords Baltimore) als reine katholische Niederlassung gegründet worden. Im Lauf der Jahrzehnte wanderten immer mehr Protestanten in die Kolonie ein. Dadurch kam es vermehrt zu Spannungen zwischen diesen Gruppen. In Folge der Glorious Revolution in England kam es auch in Maryland unter der Führung von John Coode zu einer Revolution. Dabei wurde die bis dahin dominierende Familie Calvert enteignet und entmachtet. Auch die bis dahin einflussreiche Katholische Kirche wurde ihrer starken Position beraubt. Nun dominierten die Protestanten, zu denen auch Greenberry gehörte. Allerdings gingen die Spannungen in der Kolonie weiter. Greenberry übernahm nach der Revolution von 1688/89 führende Positionen im Anne Arundel County und er wurde zwischenzeitlich Mitglied im Oberhaus des kolonialen Parlaments. Zwischen 1691 und 1697 gehörte er dem Regierungsrat (Council) der Kolonie an. In den Jahren 1693 und 1694 war er dessen Präsident. In dieser Zeit vertrat er als kommissarischer Gouverneur der Kolonie Sir Edmund Andros. Einer seiner innenpolitischen Gegner war Thomas Lawrence, der zwei Mal kommissarischer Gouverneur Marylands war. Nach dem Ende seiner Gouverneurszeit bekleidete Greenberry bis zu seinem Tod weiterhin führende Ämter in der Kolonialverwaltung. Zum Zeitpunkt seines Todes war er ein wohlhabender Mann mit beträchtlichem Landbesitz und Geldvermögen.